# Johannes Godfried de Jongh
Johannes Godfried de Jongh (Utrecht, 6 mei 1872 - 8 december 1925) was een Nederlands bedrijfseconoom, hoogleraar in de bedrijfshuishoudkunde en rector magnificus aan de Nederlandsche Handelshoogeschool te Rotterdam in het studiejaar 1919-1920. Hij was gespecialiseerd in het "financiewezen der onderneming" en de rekeningwetenschap, sinds 1937 accountancy.

## Levensloop
De Jongh was geboren in Utrecht en begon zijn carrière als leraar aan de Rijks Hogere Burgerschool in Utrecht. Na vijf jaar startte hij en accountant-praktijk in Utrecht. Op 19 juni 1901 promoveerde hij aan de Universiteit van Leiden in de rechtsgeleerdheid.
Bij de oprichting van de Nederlandsche Handelshoogeschool in 1913 werd de Jongh aangesteld als lector in de bedrijfsleer. In 1915 werd deze aanstelling omgezet tot gewoon hoogleraar in de bedrijfsleer en de rekening wetenschap. De Jongh ging lesgeven naast J.G.Ch. Volmer, die in 1913 al was aangesteld als buitengewoon hoogleraar in de bedrijfshuishoudkunde. Een van zijn promovendi in die tijd was Nico Jacob Polak. De Jongh gaf ook onderwijs aan de Hogere Krijgsschool in Breda.
De Jongh bleef beroepsmatig actief als accountant, en als vertegenwoordiger in enige vakorganisaties. Voor 1909 was het voorzitter van een Nederlandse bond, en was in deze hoedanigheid in 1909 betrokken bij de oprichting van het Nederlands Instituut van Accountants, een voorloper van het NIVRA. In 1918 nam hij ook deel in een staatscommissie, ingesteld bij koninklijk besluit van 16 mei 1918, om een wettelijke regeling op te stellen voor het Nederlands handelsonderwijs en het accountantswezen.

## Werk

### De invloed van den rentestand op de Balans, 1915
De Jongh's inaugurale rede aan de Nederlandsche Handelshoogeschool in 1915 was getiteld De invloed van den rentestand op de Balans. Volgens Théodore Limperg was dit de eerste behandeling van "het intertabulair evenwicht, in verband met de waardeering tegen de contante waarde der rendementen (der nuttigheden)... Deze onderwerpen werden nader door hem uitgewerkt ir. 2 artikelen in de Accountant van Mei 1916, pag. 63 e.v."

### Het financieel beleid van de onderneming, 1919
Als rector van de Nederlandsche Handelshoogeschool gaf hij een voordracht ter gelegenheid van de zesde herdenking van de stichting der Nederlandsche Handels-Hoogeschool op 7 november 1919. Hierbij begon hij over de inhoud van het financieel beleid van de toenmalige onderneming. Hij sprak:
Waren dit oorspronkelijk voor het meerendeei der ondernemingen toch vragen, die ter nauwernood verschilden van diegene, welke voor den leider eener gewone aan de consumptie gewijde huishouding golden, dank zij den innigen band, die als regel tusschen deze en onderneming bestond, onder de tegenwoordige verhoudingen kan dit kwalijk meer als geldend worden aangenomen. Was vroeger overwegend de koopman eenig eigenaar van zijn zaak, beschikte hij, om mij hiertoe te beperken, over de gelden tengevolge van winstmaking in deze gekomen en overwoog hij als goed huisvader welke gedeelten daarvan dienden te worden gekapitaliseerd, en welke voor consumptie doeleinden konden worden aangewend; met de meerdere ontwikkeling van den zelfstandigen ondernemingsvorm en de daarmede gepaard gaande splitsing tusschen ondernemingsvermogen en dat der eigenaren, verplaatste zich dit deel van de koopmanstaak bij een aanzienlijk aantal ondernemingen van het eene gebied naar het andere, om niet te gewagen van het evenzeer belangrijk aantal malen, dat ten gevolge van den vorm, voor de onderneming bij haar oprichting gekozen, van den aanvang af beschikkingen van dien aard van nature tot het gebied van deze behoorden.
En verder stelde hij:
Dientengevolge ontstond als tweede bestanddeel van de koopmanstaak in de meerderheid der gevallen naast de zorg de onder zijn leiding werkende onderneming op te voeren tot zoo groot mogelijk rendement, de verplichting tot het beramen van maatregelen, die de verzekering van de financieele positie van deze onderneming beoogen. Onder deze maatregelen neemt de reservevorming ongetwijfeld een belangrijke plaats in; het is deze en de ontwikkeling waartoe zij in den loop der tijden is gekomen, welke ik heden aan een nadere beschouwing wensch te onderwerpen...

## Ontvangst
In het overlijdensbericht in Het Vaderland werd beschreven, dat De Jongh zich heeft ingezet om "de handelswetenschap uit de sfeer van de boekhoudtechniek op een hooger plan op te voeren." In een gedenkboek over veertig jaar accountancy vatte het Nederlands Instituut van Accountants (1935) de bijdrage van het werk van De Jongh als volgt samen:
...Dankzij het werk door Volmer en J. G. de Jongh, als docenten verricht, kon de studie der bedrijfseconomie een groote vlucht nemen, en is van Rotterdam over het geheele studiegebied der handelswetenschappen een bevruchtende invloed uitgegaan."

## Publicaties
- Algemeene rekenkunde en hare toepassingen op handel en bedrijf met tafels voor samengestelden interest en samengesteld disconto : voortgezet handelsrekenen. Amsterdam : Elsevier, 1906.
- De invloed van den rentestand op de balans,[18] 1915.
- De resultaten van het Nederlandsche levensverzekering-bedrijf over de jaren 1912, 1913, 1914 en 1915 (in verband met het monopolieplan-Treub),[19] Instituut voor Economische Geschriften, 1916.
- De reservevorming der Nederlandsche Naamlooze Vennootschap,[20] 1919.
- Met Th. Limperg en J.G.Ch. Volmer. Bedrijfseconomische studiën: een verzameling herdrukken van redevoeringen, referaten en artikelen,[21] Bohn, 1932.